# IFA F 8

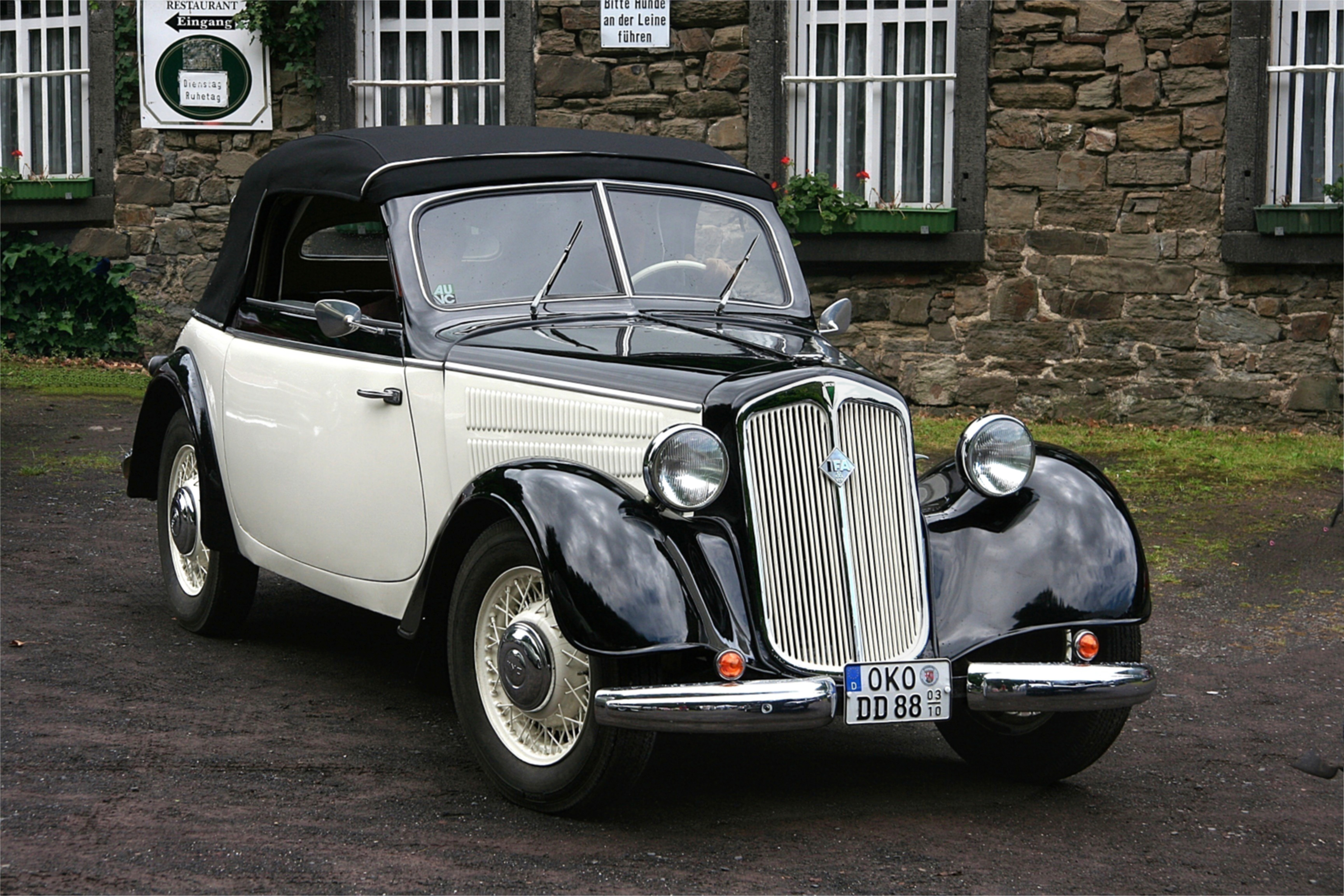
DKW-IFA, Baujahr 1954

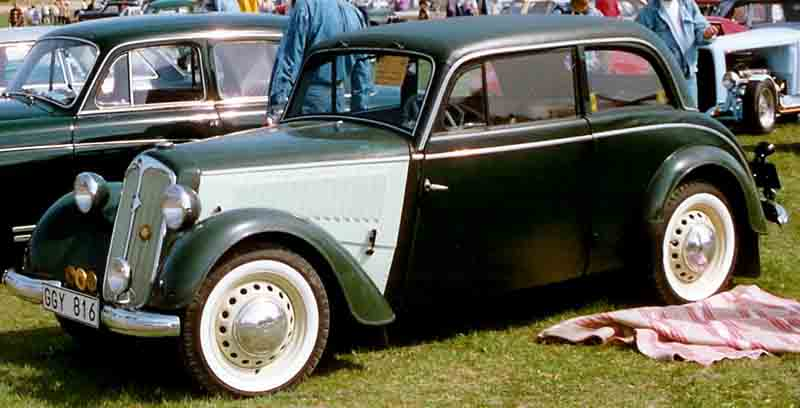
IFA F 8 von 1955

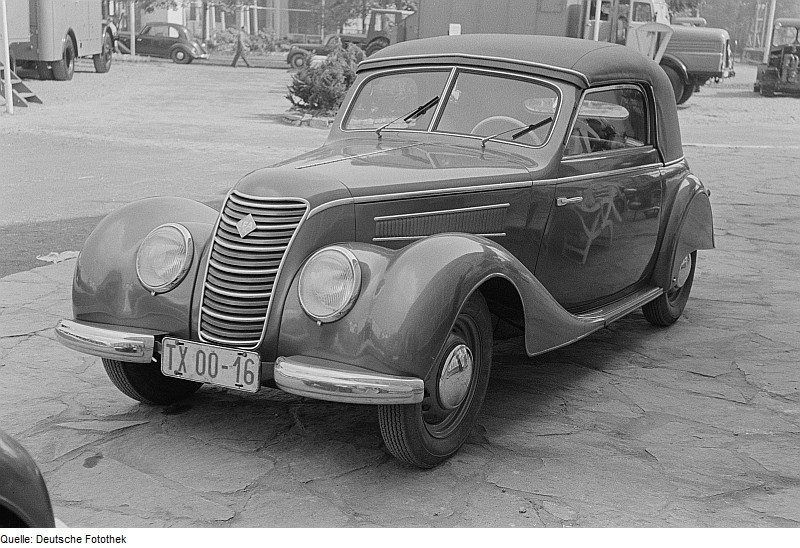
IFA F 8 „Export-Cabriolet“ aus dem Karosseriewerk Dresden, 1953–1955

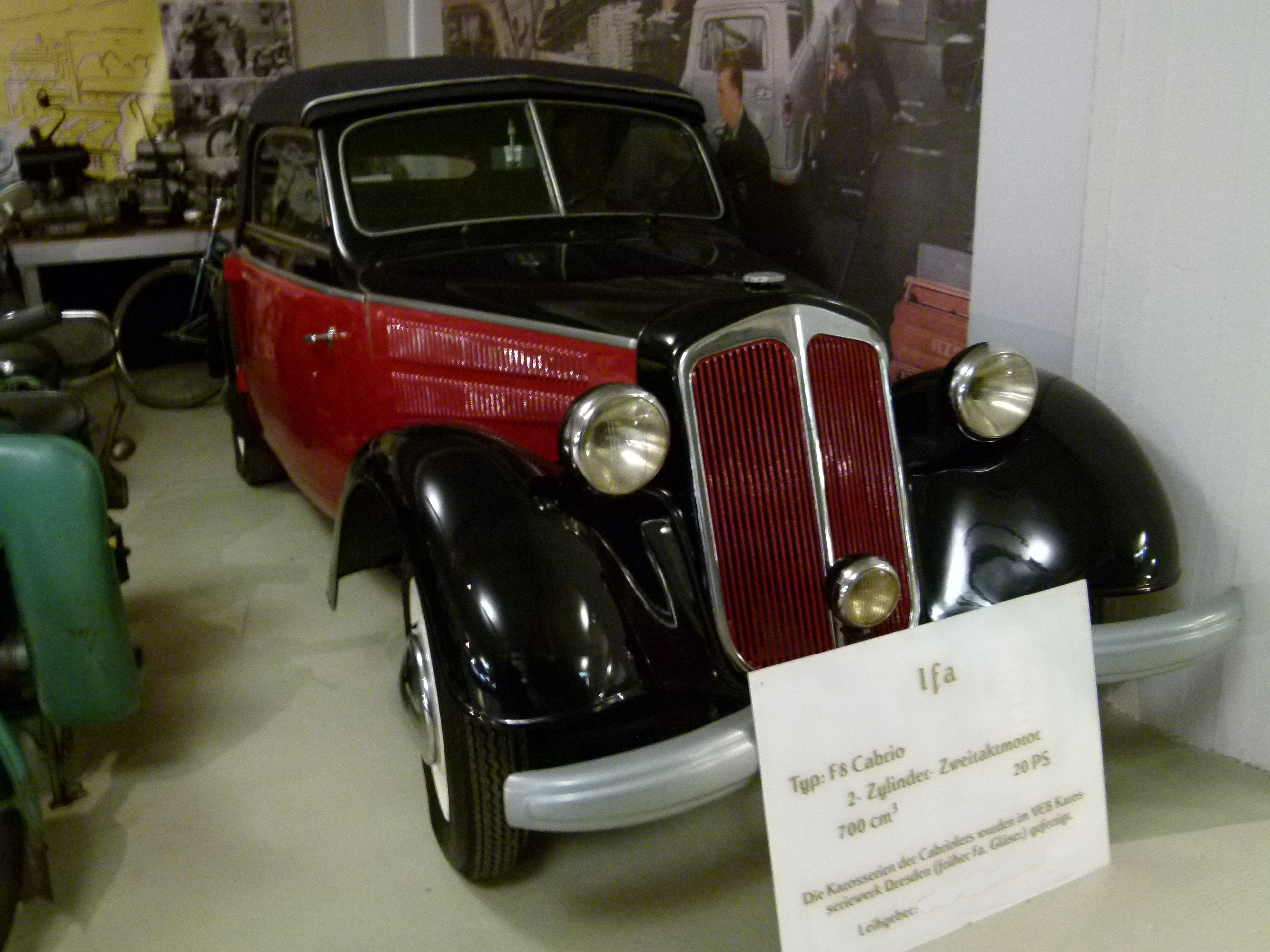
IFA F 8 Cabrio im Museum für sächsische Fahrzeuge

Der IFA F 8 ist ein Pkw des Industrieverbandes Fahrzeugbau der DDR, der als Weiterentwicklung des fast baugleichen DKW F 8 zwischen 1949 und 1955 hergestellt wurde. Der F 8 steht in der Reihe der DKW Frontwagen, die 1931 mit dem F 1 begann, dem ersten Serienfahrzeug, in dem der Frontantrieb erfolgreich eingesetzt wurde.

## Geschichte
Die Audi-Werke in Zwickau, die ab 1945 zunächst den Befehl hatten, Reparaturarbeiten für die Sowjetische Militäradministration in Deutschland (SMAD) auszuführen, planten bereits ab 1946, die Neuwagenproduktion auf Basis des Vorkriegsmodells DKW F 8 wieder aufzunehmen. Das erste neu gebaute Fahrzeug wurde 1947 noch unter der Bezeichnung „DKW-IFA F 8“ auf der Leipziger Messe präsentiert. 1948 wurden der SMAD in Berlin-Karlshorst drei Prototypen vorgestellt. Ein Jahr später begann die Serienproduktion. Recht bald wollte man die Fertigung dieses althergebrachten Baumusters jedoch beenden. Umfangreiche Auslandsaufträge bewogen 1953 aber zu einer Fortsetzung der Produktion, wobei einige Detailverbesserungen, wie eine geänderte Vorderradaufhängung, verwirklicht wurden. Zum Typenprogramm kamen weitere Cabrio-Modelle. Bis zur endgültigen Produktionseinstellung im Jahr 1955 liefen rund 25.000 IFA F 8 vom Band. Die Produktion von Ersatzkarosserien für den Kombi wurde in Meerane noch bis 1964 fortgesetzt, wobei der Arbeitszeitaufwand mehr als doppelt so hoch war wie zur Herstellung einer Trabant-Kombikarosserie.

## Technik

### Motor
| Bauart                | 2-Zylinder-Zweitakt-Ottomotor, in Reihe vorn quer eingebaut |
| Hubraum               | 690 cm³                                                     |
| Max. Leistung         | 20 PS (15 kW) bei 3500/min                                  |
| Max. Drehmoment       | 49 Nm bei 2500/min                                          |
| Höchstgeschwindigkeit | 85 km/h                                                     |
| Kraftstoff            | Gemisch 1 : 25                                              |
| Verbrauch auf 100 km  | 7,5–8 l                                                     |

Quelle: 
Der IFA F 8 hatte den 0,7-Liter-Motor der DKW-Meisterklasse, der seit 1933 weitgehend unverändert die DKW-Frontwagen antrieb. Er wurde nach dem Krieg im Motorenwerk Chemnitz produziert. Zur Technik des hinter der Vorderachse eingebauten Zweitaktmotors mit Schnürle-Umkehrspülung gehörten Thermosiphonkühlung und der Flachstromvergaser H30 der Berliner Vergaser-Fabrik. Die Kraft wurde über ein Dreigang-Getriebe (mit sperrbarem Freilauf in allen drei Gängen) auf die Vorderräder übertragen. Gestartet wurde der F 8 mit Dynastart – einer Kombination aus Anlasser und Lichtmaschine.
Der Motor wurde mit geänderter Drehrichtung und erhöhter Leistung im AWZ P 70 weiterverwendet.

### Karosserievarianten
|                    | Limousine | Kombi    | Cabriolet | Lieferwagen |
| ------------------ | --------- | -------- | --------- | ----------- |
| Länge              | 3,90 m    |          | 4,00 m    | 3,90 m      |
| Breite             | 1,48 m    |          | 1,48 m    | 1,48 m      |
| Höhe               | 1,48 m    |          | 1,48 m    | 1,48 m      |
| Gewicht            | 750 kg    |          | 780 kg    | 900 kg      |
| Zul. Gesamtgewicht | 1120 kg   |          | 1170 kg   | 1290 kg     |
| Basispreis         | 8.415 DM  | 9.400 DM | 11.325 DM |             |

Quelle: 
Während das Original, der DKW F 8, nur als Lieferwagen, Limousine und als Cabriolet gefertigt worden war, erhielt der neue IFA F 8 auch einen Aufbau als Kombi und Pritschenwagen und konnte so vielseitig eingesetzt werden. Die Karosserie bestand aus Holz und war mit Kunstleder überzogen. Für die Kotflügel und die Motorhaube einschließlich Kühlergrill wurde Stahlblech verwendet. Die Cabrio-Karosserie war komplett mit Blech belegt. Ab Februar 1953 wurden Motorhauben und andere Teile des Cabrios aus einem eigenentwickelten Kunststoff hergestellt. Luxuscabriolet und Cabrio mit Sonderkarosserie des Karosseriewerkes Dresden wurden erstmals auf der Leipziger Messe 1953 vorgestellt.
Die Vorderräder waren an einer oberen Querblattfeder und unteren Querlenkern aufgehängt. Hinten hatte der Wagen eine sogenannte Schwebeachse, eine Starrachse mit hochgelegter Querblattfeder und Längslenkern. An Vorder- und Hinterachse waren hydraulische Hebelstoßdämpfer eingebaut. An allen vier Rädern befanden sich mechanische Duplexbremsen (Trommelbremsen). Die Lenkung war eine Zahnstangenlenkung mit Geradverzahnung.